# Esercito cibernetico dell'Ucraina
L'Esercito cibernetico dell'Ucraina (in ucraino IT-армія України? o Кіберармія України), internazionalmente conosciuto col nome inglese di IT Army of Ukraine, è un'organizzazione di guerra cibernetica volontaria creata alla fine di febbraio 2022 per combattere l'intrusione digitale delle informazioni e del cyberspazio ucraini dopo l'inizio dell'invasione russa dell'Ucraina il 24 febbraio 2022. Il gruppo conduce anche operazioni offensive di guerra informatica e il funzionario informatico del governo ucraino Viktor Žora ha affermato che i suoi hacker arruolati attaccheranno solo obiettivi militari.

## Storia
La creazione dell'unità di volontari è stata annunciata il 26 febbraio 2022 dal Ministro per la trasformazione digitale Mychajlo Fedorov. L'esercito aveva per lo più scopi difensivi: Volodymyr Zelens'kyj temeva che la Russia potesse bloccare i sistemi di pagamento ucraini, scatenando rivolte popolari che rendevano più difficile la difesa dall'aggressione russa.

## Obiettivi
I volontari sono divisi in unità informatiche sia offensive che difensive: mentre l'unità offensiva aiuta l'esercito ucraino a condurre operazioni di spionaggio digitale contro le forze russe invasori, l'unità difensiva è impiegata a difendere infrastrutture come centrali elettriche e sistemi idrici.
Il governo ucraino ha utilizzato Twitter e Telegram per condividere un elenco di obiettivi russi e bielorussi che l'esercito doveva attaccare.

## Attività
Il 28 febbraio 2022 un suo attacco ha messo fuori uso la Borsa di Mosca per alcuni minuti.